# North Hollywood
North Hollywood – dzielnica miasta Los Angeles w Stanach Zjednoczonych leżąca w regionie doliny San Fernando. 
W North Hollywood doszło do jednej z największych strzelanin w historii Los Angeles.